# László Óváry
László Óváry (Budapest, 1 de febrero de 1970) es un deportista húngaro que compitió en lucha libre. Ganó una medalla de plata en el Campeonato Europeo de Lucha de 1995, en la categoría de 48 kg.

## Palmarés internacional
| Campeonato Europeo | Campeonato Europeo  | Campeonato Europeo | Campeonato Europeo |
| Año                | Lugar               | Medalla            | Categoría          |
| ------------------ | ------------------- | ------------------ | ------------------ |
| 1995               | Friburgo (Alemania) | Medalla de plata   | 48 kg              |